# Свети Арсений (дем Полигирос)
„Свети Арсений“ (на гръцки: Ησυχαστήριο Άγιος Αρσένιος Βατοπεδίου) е манастир в Егейска Македония, Гърция, част от дем Полигирос в административна област Централна Македония. Според преброяването от 2001 година в манастира има 14 жители.
Манастирът е разположен на 2 km южно от Ватопеди. Манастирът е основан през 1986 г. и осветен от митрополит Синесий Касандрийски. Главната църква е византийска църква с купол. Празнува на 10 ноември паметта на свети Арсений Кападокийски.